# Torre de Cala en Basset
Die Torre de Cala en Basset (auch Torre de la Rabassada) ist ein Wachturm aus dem späten 16. Jahrhundert in der Gemeinde Andratx auf der Baleareninsel Mallorca. Mit dem Talaia de na Guinavera, dem Torre de Llebeig und dem Torre de Sant Elm bildete er eine Verteidigungslinie zum Schutz der Westküste Mallorcas.

## Geschichte
Im 16. Jahrhundert wurde damit begonnen, die Küste Mallorcas durch Wehrtürme gegen Angriffe von See zu schützen. In der Gemeinde Andratx entstanden zwischen 1580 und 1590 der Talaia de na Guinavera, der Torre de Llebeig, der Torre de Cap Andritxol, der Torre de la Mola und der Torre de Cala en Basset. Nach zeitgenössischen Dokumenten wurde letzterer am 10. Oktober 1581 fertiggestellt.
Bei einer Inspektion im Jahr 1597 war der Turm mit zwei Männern besetzt. Es gab keine Treppe oder Leiter, um ihn zu betreten, sondern nur ein Seil. Die Bewaffnung bestand aus einer 12-Zentner-Kanone, zwei Musketen und zwei Arkebusen. An Munition waren 12 Pfund Schießpulver, 10 Kanonenkugeln, 16 Kugeln für die Musketen und 10 für die Arkebusen vorhanden.
Im 19. Jahrhundert verlor der Turm seine militärische Funktion und wurde nicht mehr besetzt. Während des Spanischen Bürgerkrieges wurde der Turm 1938/39 umgebaut und zur Überwachung des Luftraums und der strategisch wichtigen Meerenge zwischen der Insel Sa Dragonera und Sant Elm genutzt. Heute ist der Torre de Cala en Basset frei zugänglich und bietet Besuchern eine spektakuläre Aussicht.

## Beschreibung

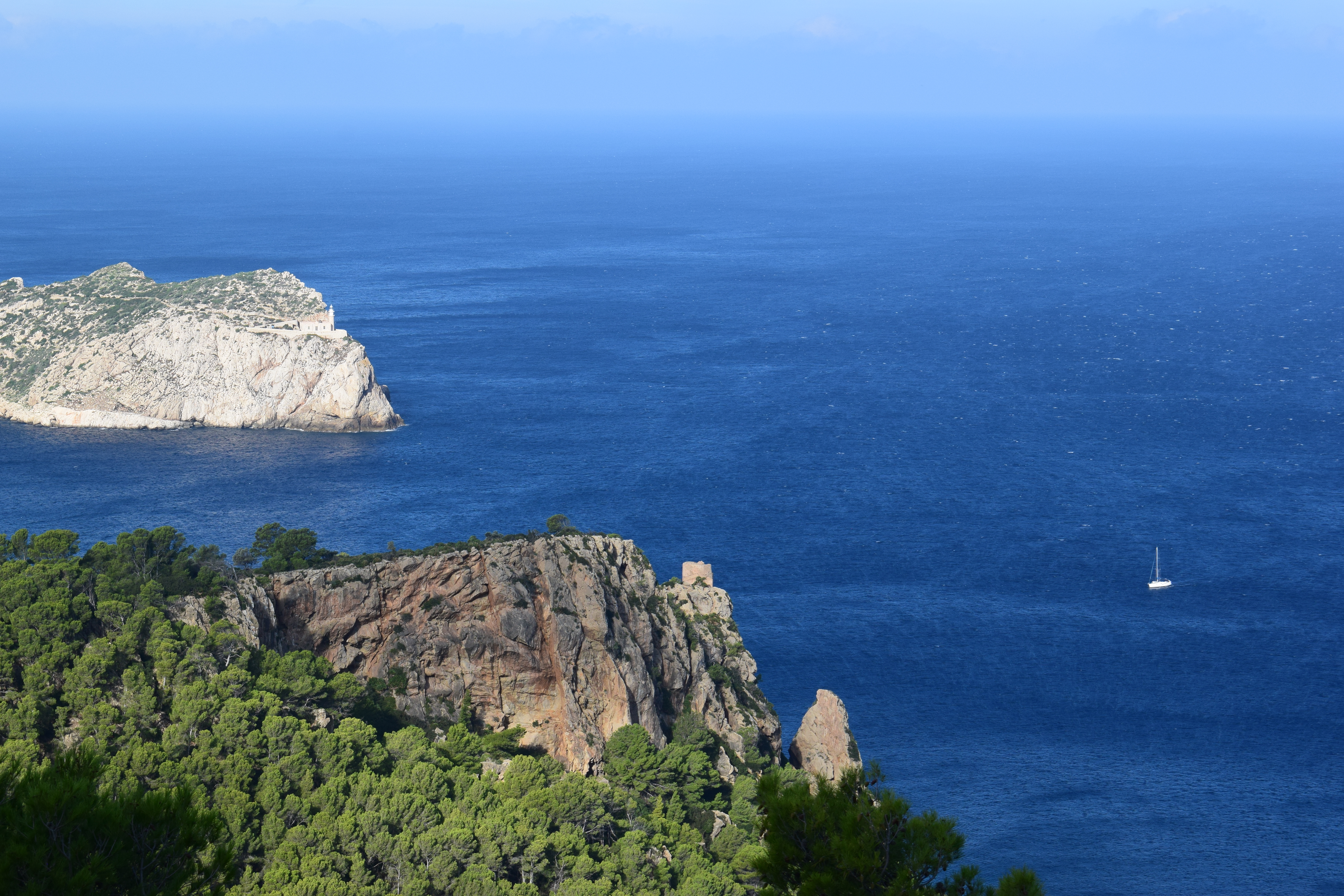
Der Torre de Cala en Basset vor dem Canal des Freu.

Der Turm steht an der Punta de Sa Galera auf der 80 m hohen, steil ins Meer abfallenden Klippe Es Niu de s’ Àguila (deutsch: „Nest des Fischadlers“). Mallorcas Westkap Punta Negra liegt etwa einen Kilometer südsüdwestlich, der nächste Ort, Sant Elm, etwa 2 Kilometer südlich. Von seinem Standort aus kontrollierte der Torre de Cala en Basset die nördliche Einfahrt in den Canal des Freu zwischen Mallorca und der Insel Sa Dragonera sowie die nordöstlich gelegene Küste der Cala en Basset bis zum Morro de Sa Rajada. Der zylindrische Turm mit kreisförmigem Grundriss hat einen Außendurchmesser von 7 Metern und ist 9 bis 10 Meter hoch. Er ist aus unregelmäßigen, horizontal verlegten Steinen aus Marès großfugig gemauert und zum Teil verputzt. Durch einen erst 1938 geschaffenen ebenerdigen Zugang gelangt man in den Innenraum des Turms. Der ursprüngliche Eingang ist heute ein Fenster. Der Innenraum besitzt einen Durchmesser von 4 Metern. Seine kuppelförmige Decke ist bis zu 3 Meter hoch. Auf die Plattform des Turms gelangt man mit Hilfe eines Seils und an der Wand angebrachter Eisenklammern sowie einer kleinen Treppe. Die Dachplattform besitzt zwar noch die originale Pflasterung, ist aber 1938/39 durch den Bau einer Unterkunft und eines überdachten Ausgucks stark verändert worden. Die Plattform hat einen Durchmesser von 6 Metern und ist von einer 60 bis 80 Zentimeter breiten Brüstung umgeben, die seeseitig 50 Zentimeter, landseitig bis zu 3 Metern hoch ist. Zu den baulichen Änderungen während des Bürgerkriegs gehören auch eine 4 Meter hohe Zisterne an der Südwestseite des Turms und ein Nebengebäud an der Südostseite.
Seit 1949 steht der Torre de Cala en Basset unter Denkmalschutz. Er ist in der spanischen Datenbank für Kulturgüter (Bienes de Interés Cultural) unter der Nummer RI-51-0008332 registriert.

## Quelle
- Torre de defensa de Cala en Basset o de la Rabassada (PDF; 1,19 MB). Datenblatt AM141 im Katalog des historischen Erbes von Andratx (katalanisch).